# De reünie (film)
De reünie is een Nederlandse thriller uit 2015 onder regie van Menno Meyjes en is een verfilming van het gelijknamige boek geschreven door Simone van der Vlugt.

## Verhaal
Na een burn-out komt Sabine terug in de maatschappij. Ze ontmoet Olaf die ze kent uit haar jeugd en krijgt een uitnodiging voor een middelbareschoolreünie. Hierdoor komen bij haar weer herinneringen naar boven over de verdwijning van haar hartsvriendin Isabel. Sabines schuldgevoelens over die bewuste dag zijn niet verdwenen, doordat ze de verdwijning misschien wel had kunnen voorkomen. Wanneer ze onderzoek verricht, komt ze dichter bij de waarheid.

## Rolverdeling
| Acteur               | Personage        |
| -------------------- | ---------------- |
| Thekla Reuten        | Sabine           |
| Daan Schuurmans      | Olaf             |
| Daantje Idelenburg   | Isabel           |
| Eli Rietveld         | Robin            |
| Joep van der Geest   | Bart             |
| Marie-Mae van Zuilen | Sabine (jong)    |
| Myron Wouts          | Olaf (jong)      |
| Tobias Kersloot      | Bart (jong)      |
| Jorik van der Veen   | Winkelbeveiliger |